# Земо-Веди
Земо-Веди (груз. ზემო ვედი) — село в Грузии, на территории Местийского муниципалитета края (мхаре) Самегрело-Верхняя Сванетия.

## География
Село находится в северо-западной части Грузии, на левом берегу реки Хаишура (левый приток реки Ингури), на расстоянии приблизительно 44 километров (по прямой) к юго-западу от посёлка городского типа Местиа, административного центра муниципалитета.

## Население
По результатам официальной переписи населения 2014 года в Земо-Веди проживало 11 человек (6 мужчин и 5 женщин). В национальной структуре населения грузины составляли 100 %.